# Negurenii Noi, Ungheni
Negurenii Noi este un sat din componența comunei Agronomovca din raionul Ungheni, Republica Moldova.